# A Broken Doll
A Broken Doll er en amerikansk stumfilm fra 1921 af Allan Dwan.

## Medvirkende
- Monte Blue som Tommy Dawes
- Mary Thurman som Harriet Bundy
- Mary Jane Irving som Rosemary
- Les Bates som Bill Nyall
- Lizette Thorne som Mrs. Nyell
- Arthur Millett som Hugh Bundy
- Jack Riley som Knapp Wyant